# Таксами, Чунер Михайлович
Чунер Миха́йлович Таксами (23 февраля 1931, с. Кальма, Тахтинский район (Ульчский) Дальневосточный край (Хабаровского края) — 27 февраля 2014, Санкт-Петербург) — советский и российский этнограф, учёный-северовед нивховед, составитель первых русско-нивхского и нивхско-русского словаря (в соавторстве с В. Н. Савельевой).

## Биография
Родился в семье нивхов-рыболовов. В 1955 году окончил исторический факультет ЛГУ по специальности «История СССР». Ученик Л. П. Потапова. В 1960 году успешно защитил кандидатскую диссертацию «Жилые и хозяйственные постройки нивхов Амура и Амурского лимана». В 1977 году защитил докторскую диссертацию по теме «Нивхи: проблемы хозяйства, общественного строя и этнической истории (середина XIX — начало XX вв.». В период с 1998 по 2000 гг. был в должности директора Музея антропологии и этнографии им. Петра Великого (Кунсткамера) РАН. В 2000—2010 годах заведовал кафедрой палеоазиатских языков, фольклора и литературы РГПУ им. А. И. Герцена. Автор более 300 научных публикаций.